# Diga di Haditha
La diga di Ḥadītha è una diga dell'Iraq situata 200 km a monte di Karbalāʾ. Nel giugno 2004, le sei turbine sono state rimesse in funzionamento: la diga non funzionava infatti più dalla prima guerra del Golfo a causa dell'embargo decretato contro l'Iraq dall'ONU, che impediva le forniture di componenti elettroniche che si riteneva fossero potenzialmente sfruttabili anche da parte dell'industria bellica irachena.
È la seconda centrale idroelettrica irachena dopo la diga di Mossul.